# 夜桜お七
「夜桜お七」（よざくらおしち）は、1994年9月7日に東芝EMIから発売された坂本冬美のシングル。

## 概要
坂本が師事していた作曲家・猪俣公章亡き後、初のシングルであり、代表曲の一つに数えられる。これまで演歌の作詞をしたことがなかった歌人・林あまりに作詞が依頼された。曲名の「お七」とは八百屋お七のことである。自己主張する現代的な女性像を、八百屋お七になぞらえた作品。林の第一歌集『MARS☆ANGEL』に収録されている短歌連作「夜桜お七」を再構成するかたちで歌詞としている。ブラス入りの16ビートのメロディーが含まれ、演歌としては異色の仕上がりになっている。
発売から1か月あまりで15万枚を売り上げ、演歌としては異例の早さの売れ行きとなり、オリコンシングル・チャートでは100以内に25週ランクインするなどロングヒットを記録した。また、第36回日本レコード大賞では、作曲賞と優秀賞を受賞している。
CDシングル発売から28年後の2022年2月23日には、初のアナログカットとなる7インチアナログ盤が発売された。
『NHK紅白歌合戦』では、1994年（第45回）、1996年（第47回）、2007年（第58回）、2011年（第62回）、2012年（第63回）、2016年（第67回）、2018年（第69回）、2021年（第72回）と通算で8回歌唱、坂本自身紅白では一番多く披露されている。さらに坂本のデビュー10周年にあたる1996年の第47回には、紅白で初の紅組トリを、逆に2018年の第69回では紅組トップバッターとして歌唱している。また、2005年の『第56回NHK紅白歌合戦』の出場者選考の参考アンケートとしてNHKが実施した『スキウタ〜紅白みんなでアンケート〜』に紅組41位にランクインした。
水樹奈々は、2010年3月27日に日本ガイシホールで行われた自身のライブ終了後、生中継でゲスト出演したNHK『春うた2010』にて当楽曲を歌唱している。

## 収録曲
1. 夜桜お七
  - 作詞：林あまり、作曲：三木たかし、編曲：若草恵
2. 哀しみの予感
  - 作詞：林あまり、作曲：三木たかし、編曲：若草恵

## カバーした歌手
- 田川寿美 - 1995年7月21日のアルバム『女性演歌 最新ヒットを歌う』に収録[20]
- 水田竜子 - 1996年7月5日のアルバム『Ryukoka〜竜子歌〜』に収録[21]
- キンモクセイ - 2007年3月21日のアルバム『さくら』に収録[22]
- 中森明菜 - 2007年6月27日のアルバム『艶華 -Enka-』に収録[23]
- 吉木りさ - 2008年12月24日発売のデビューシングルとして発売（後述）
- 水樹奈々 - 2009年6月3日発売のアルバム『ULTIMATE DIAMOND』の初回限定盤付属DVDに収録[24]
- 永井裕子 - 2009年10月21日発売のアルバム『歌だより』に収録[25]
- カレン - 2009年12月9日発売のアルバム『演歌がいっぱい』に収録[26]
- ジェロ - 2010年6月16日発売のミニアルバム『COVERS3 〜Roots of JERO〜』に収録[27]
- 高見沢俊彦 - 2010年8月25日発売のアルバム『Fantasia』に収録[28]
- 花見桜こうき - 2015年8月5日発売のアルバム『花見便り〜俺の女唄名曲集〜』に収録[29]
- 前川清 - 2019年7月3日発売のアルバム『My Favorite Songs〜Japanese〜IV』に収録[30]
- 田村直美 - 2021年7月21日発売のアルバム『Tenpack riverside rock'n roll band 5』に収録[31]
- 村上巴（花井美春）- 2025年1月22日発売のアルバム『THE IDOLM@STER CINDERELLA MASTER Passion jewelries! 004』に収録

## 吉木りさによるカバー
「夜桜お七」は、2008年12月24日に徳間ジャパンコミュニケーションズから発売された吉木りさのデビューシングル。

### 収録曲
1. 夜桜お七 [4:14]
作詞：林あまり、作曲：三木たかし、編曲：EQ
2. 帰ってこいよ [3:41]
作詞：平山忠夫、作曲：一代のぼる、編曲：EQ
3. 夜桜お七（インストゥルメンタル）
4. 帰ってこいよ（インストゥルメンタル）